# Schwert von Stalingrad

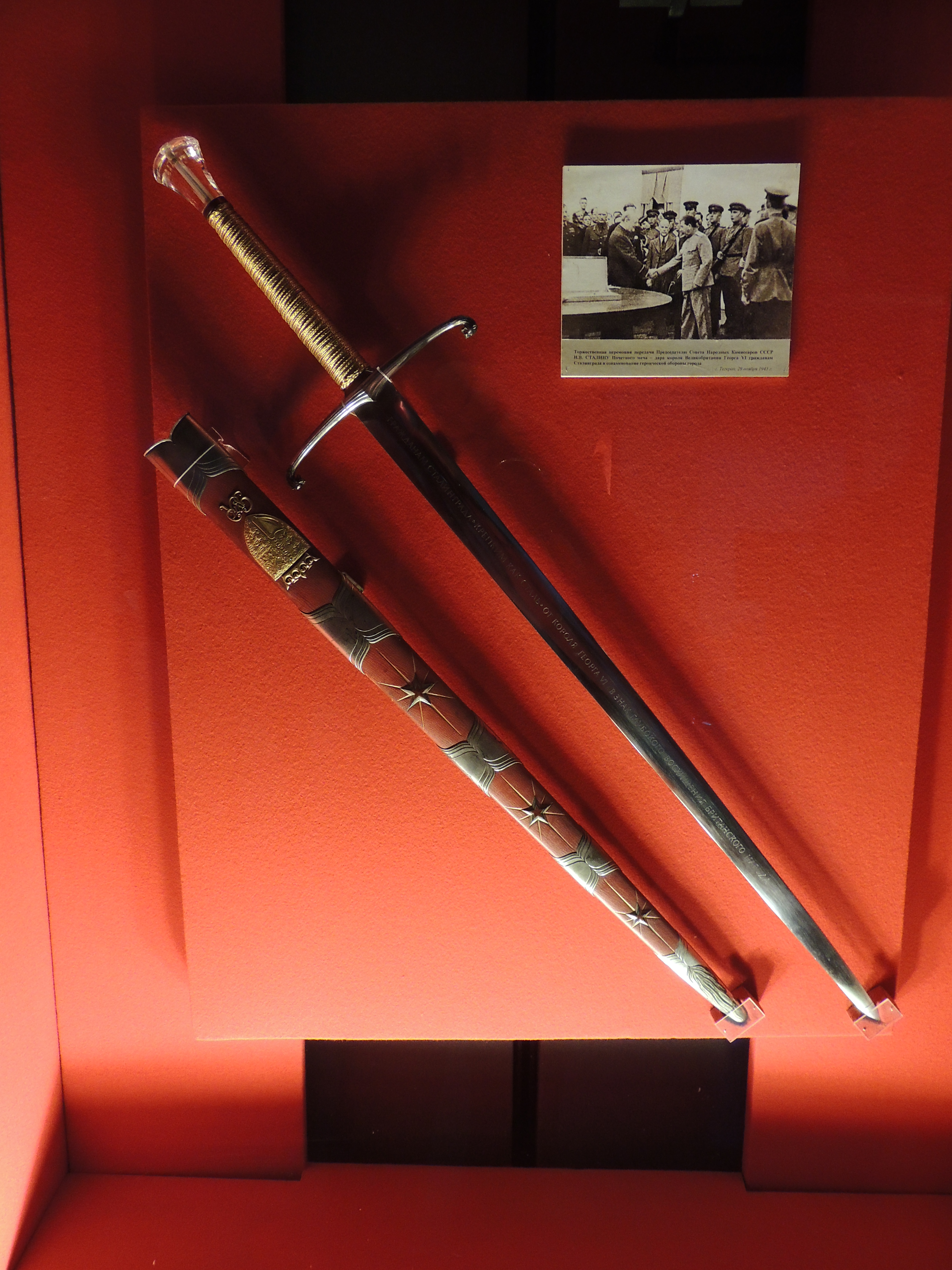
Schwert von Stalingrad

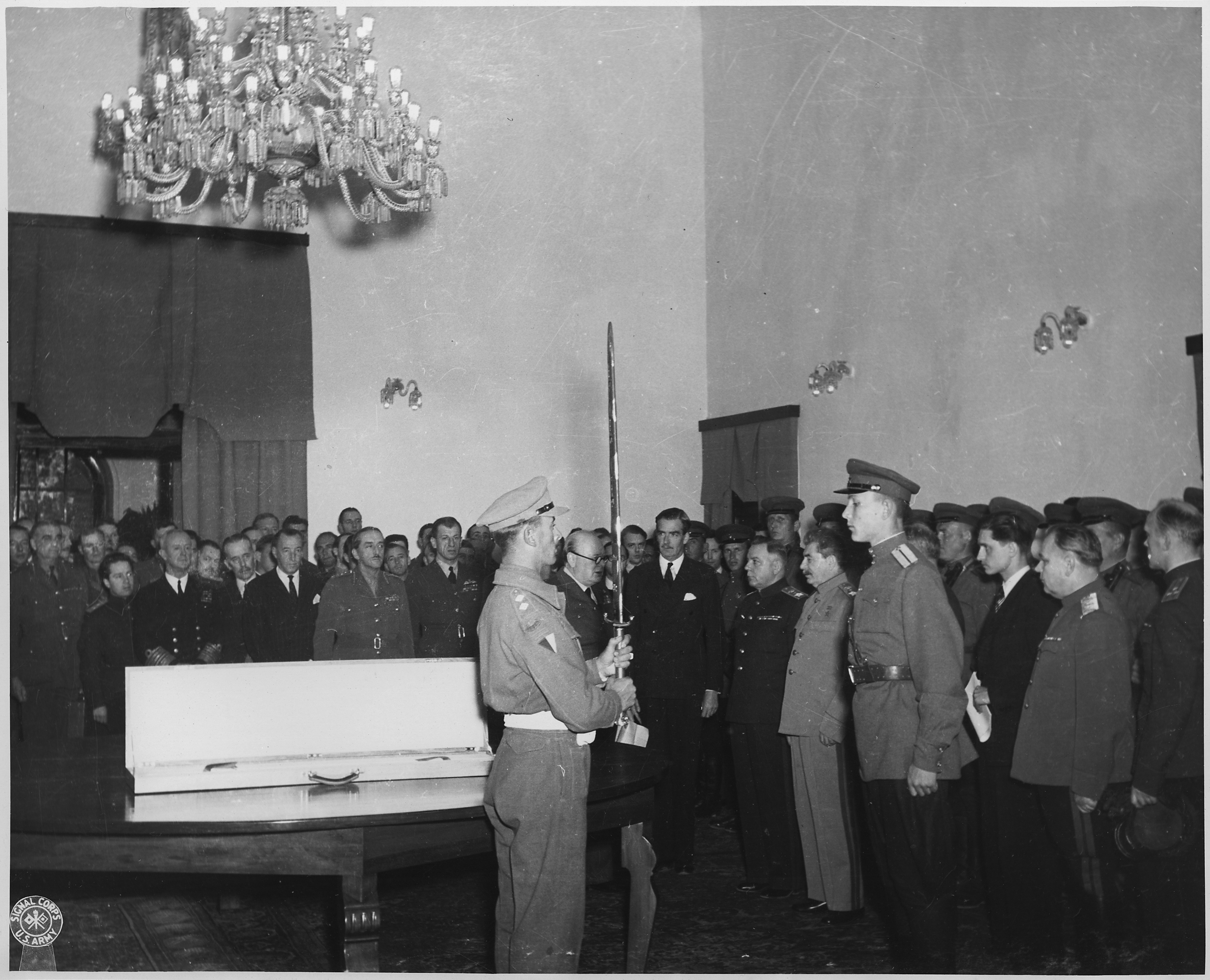
Präsentation des Schwertes von Stalingrad während der Konferenz von Teheran

Das Schwert von Stalingrad (engl. Sword of Stalingrad) war ein Geschenk des britischen Königs Georg VI. an die Bürger von Stalingrad. Es ist im Panoramamuseum „Schlacht von Stalingrad“ in Wolgograd ausgestellt.

## Das Schwert und seine Überreichung
Dieses Zeremonialschwert ist ein aus Sheffieldstahl angefertigtes und mit Juwelen besetztes Langschwert, das auf Wunsch von König George VI. für die Verteidiger der Stadt Stalingrad angefertigt wurde. Am Abend des 29. Novembers 1943 überbrachte der britische Premierminister Winston Churchill Josef Stalin das Geschenk des Königs. Die Überreichung erfolgte in der sowjetischen Botschaft in Teheran an Stalin selbst, der dort anlässlich der Konferenz von Teheran mit russischen Stabsoffizieren zugegen war. Stalin nahm das in der Scheide befindliche Schwert in seine Hände, küsste es und reichte es an den neben ihm stehenden Marschall Woroschilow weiter. Dem Marschall entglitt das Schwert allerdings, sodass es auf den Boden fiel.
Das Schwert trägt die Aufschrift (auf Russisch und Englisch):

ГРАЖДАНАМ СТАЛИНГРАДА • КРЕПКИМ КАК СТАЛЬ • ОТ КОРОЛЯ ГЕОРГА VI • В ЗНАК ГЛУБОКОГО ВОСХИЩЕНИЯ БРИТАНСКОГО НАРОДА

TO THE STEEL-HEARTED CITIZENS OF STALINGRAD • THE GIFT OF KING GEORGE VI • IN TOKEN OF THE HOMAGE OF THE BRITISH PEOPLE